# Tetsutarō Kawakami
Tetsutarō Kawakami (河上 徹太郎), né le 8 janvier 1902 à Nagasaki et mort le 22 septembre 1980, est un écrivain japonais.
Kawakami étudie l'économie à l'université de Tokyo jusqu'en 1926. Il se fait connaître par ses traductions d’œuvres de Paul Valéry et André Gide ainsi que de la Philosophie de la Tragédie de Léon Chestov. Il publie également des ouvrages de critique littéraire. En 1962, il est élu membre de l'Académie japonaise des arts.

## Titres (sélection)
- 1932 Shizen to junsui (自然と純粋)
- 1954 Watakushi no shi to shinjitsu (私の詩と真実)
- 1959 Nihon no Outsider (日本のアウトサイダー)
- 1968 Yoshida Shōin (吉田松陰)

## Prix et récompenses
- 1968 Prix Noma pour sa biographie de Yoshida Shōin (吉田松陰)
- 1971 Grand prix de littérature japonaise
- 1972 Personne de mérite culturel (Bunka Kōrōsha)

## Source de la traduction
- (de) Cet article est partiellement ou en totalité issu de l’article de Wikipédia en allemand intitulé « Kawakami Tetsutarō » (voir la liste des auteurs).